# Batillaria minima
Batillaria minima är en snäckart som först beskrevs av Gmelin 1791.  Batillaria minima ingår i släktet Batillaria och familjen Batillariidae. Inga underarter finns listade i Catalogue of Life.